# 7. Sinfonie (Bruckner)
Anton Bruckner komponierte seine 7. Sinfonie in E-Dur (WAB 107) in den Jahren 1881 bis 1883. Mit ihr gelang Bruckner der internationale Durchbruch als Sinfoniker. Sie ist noch im 21. Jahrhundert seine meistgespielte Sinfonie und gilt als eines seiner bedeutendsten Werke.
Der Einfluss des während der Arbeit an der Sinfonie gestorbenen Richard Wagner, für den der zweite Satz als Trauermusik dient, ist erkennbar an chromatischer Harmonik, zitatähnlichen Anspielungen auf Wagners Werk und der Verwendung von Wagnertuben, zudem ist das Hauptthema des ersten Satzes trotz der für Bruckner typischen Struktur der Kettenbildung aus in sich abgeschlossenen Zellen eine Annäherung an Wagners „unendliche Melodie“.
Die Formen der Sätze folgen weitgehend dem klassischen Muster. Die Anlage von Steigerungen in Wellen mit dem Ziel der Schlussapotheose im Finale wurde in dieser Sinfonie durch eine Umstellung der Glieder in abweichender Tonartendisposition im letzten Satz ergänzt, so dass die Rückleitung zum Hauptthema des Kopfsatzes am Ende der Sinfonie als logische Entwicklung erscheint.
Wegen der ungewöhnlich rasch erfolgten Uraufführung am 30. Dezember 1884 im Leipziger Stadttheater durch das Gewandhausorchester Leipzig unter Arthur Nikisch blieb die Sinfonie von größeren Überarbeitungen verschont. Nach der Aufführung durch den berühmten Wagner-Dirigenten Hermann Levi in München, der die Drucklegung mit Widmung an den König von Bayern, Ludwig II. vermittelte, fand die Sinfonie trotz Verrissen in der Wiener Presse, etwa von Eduard Hanslick, internationale Verbreitung.
Im Zuge des Brucknerkults des Nationalsozialismus erklang die Siebente Sinfonie anlässlich der Meldung von Adolf Hitlers Selbstmord im Radio. Musik aus der Siebenten drückte zudem in Luchino Viscontis Film Senso die Unterdrückung von Reformbestrebungen aus.
An der reichhaltigen Diskografie lässt sich der Wandel der Bruckner-Interpretation von einem freieren Umgang mit der Partitur zu einem monumentalen Stil gleichbleibender Tempi nachvollziehen. In jüngerer Zeit haben Spezialisten für Alte Musik unterschiedliche Akzente gesetzt.

## Besetzung
2 Flöten, 2 Oboen, 2 Klarinetten (in A), 2 Fagotte, 4 Hörner, 3 Trompeten, 3 Posaunen, 4 Wagnertuben (im 2. und 4. Satz), Kontrabasstuba, Pauken, Becken, Triangel, I. Violine, II. Violine, Bratsche, Violoncello, Kontrabass
Da zur Uraufführung in Leipzig keine Wagnertuben vorhanden waren, besetzte Nikisch ein zweites Hornquartett, was Bruckner dezidiert nicht wollte. Er bevorzugte Militärinstrumente als Alternative zu den seltenen Wagnertuben und bat ausdrücklich darum.
Triangel und Becken kommen ausschließlich in einem einzigen Takt im zweiten Satz zum Einsatz. Sie spielen gleichzeitig, so dass für eine Aufführung der Sinfonie tatsächlich zwei Schlagwerker „nur für einen einzigen Ton“ abgestellt werden müssen.

## Charakteristik und Bedeutung
Anton Bruckners Siebente ist seine meistgespielte Sinfonie „und gilt in mehrfacher Hinsicht als eines seiner zentralen und bedeutendsten Werke“. „In seltener Ausgewogenheit und klanglich-struktureller Vollendung“ gelingt Bruckner eine Synthese weit auseinanderliegender musikalischer Quellen von Elementen der Renaissance-Polyphonie und der strengen harmonischen Pädagogik Simon Sechters bis zu den fortschrittlichsten Aspekten chromatischen Komponierens in der Musik von Richard Wagner. Die „enorme Durchschlagskraft“ der Sinfonie, die sich in ihrer Architektonik, dem „dynamische[n] Formprinzip“ und den „beträchtliche[n] Dimensionen“ von ihren Vorgängern kaum unterscheidet, beruht auf „gesteigerte[r] Leuchtkraft“, leichterer Überschaubarkeit der Gliederung, einprägsamerer Motivik kontrastierender Themen, die jedoch „derart organisch zusammengefügt“ sind, dass „die Bewegung in ständigem Fluß gehalten bleibt“.

## Zur Musik

### 1. Satz: Allegro moderato

#### Hauptthema

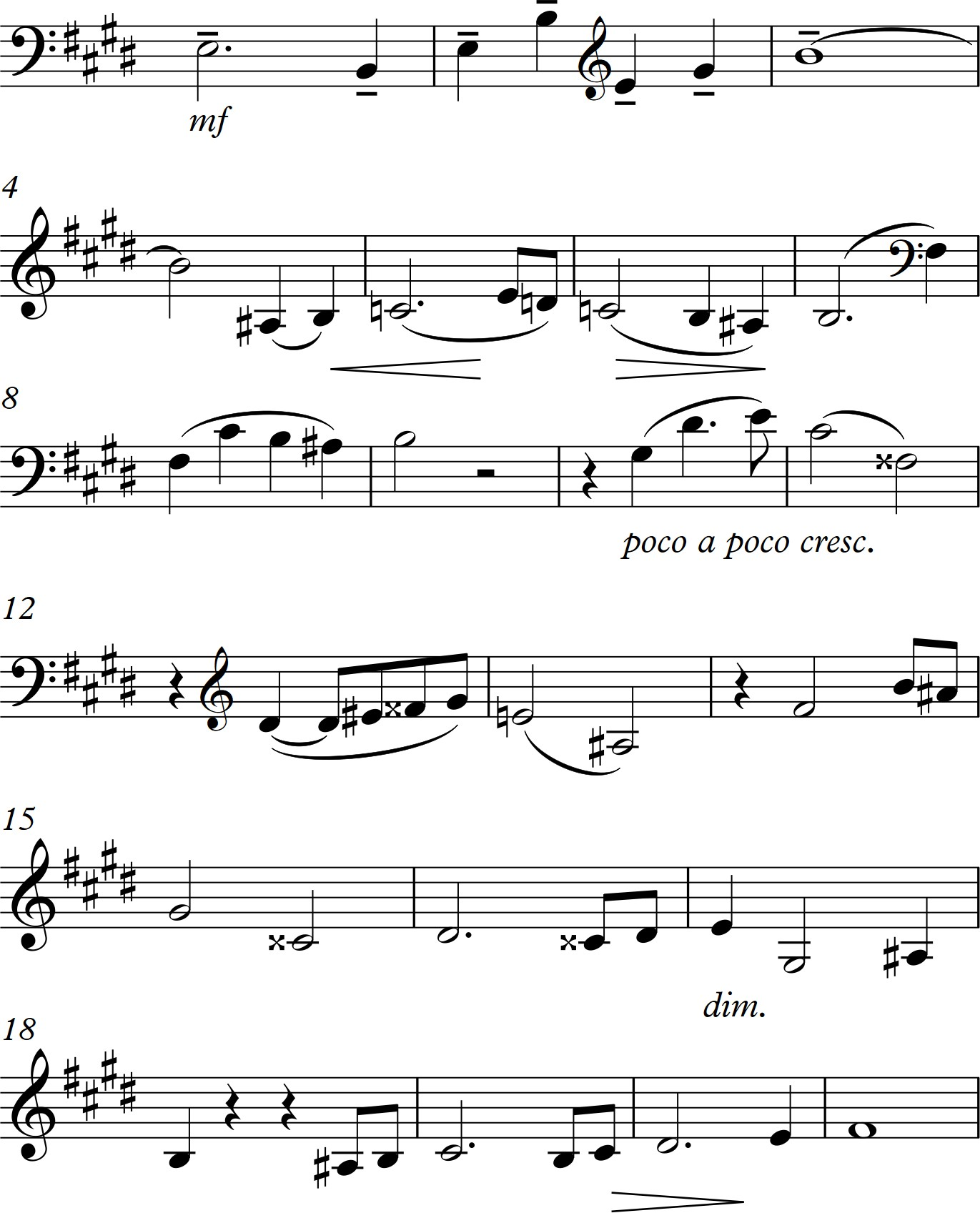
Anton Bruckner, Sinfonie Nr. 7, 1. Satz, Hauptthema

Der Beginn der Siebten Sinfonie wirkt verglichen mit dem des Vorgängers wie eine „Ausfahrt ins Freie“. Zum Tremolo der Violinen auf der Durterz e'–gis', das vom Effekt des Tremulanten in hoher Lage auf der Orgel inspiriert sein könnte, tritt im dritten Takt das erste Thema in Horn und Celli, mit 21 Takten das längste aller Brucknerthemen. Es bietet die „Möglichkeit mosaikartiger Auswahl von zu variierenden, umzugestaltenden Teilen“. Obwohl es wie die Themen anderer Bruckner-Sinfonien aus werkstückartigen, in sich begrenzten Zellen zusammengesetzt ist, die durch Übernahme von Elementen von einer in die nächste Zelle eine Kette bilden, ist es eine Melodie von „vollendetem Fluß und innerer Einheit“, eine „Primärerfindung obersten Ranges“. Wenn diese „fast ‚unendliche Melodie‘“ als „äußerste Grenze“, „an die vorzudringen“ Bruckner „sich einmal erlaubte“ als Reflexion der Rheintiefen zu Beginn von Richard Wagners Rheingold gelesen wird, mag das „falsche Assoziationen“ hervorrufen. Bruckner soll zum Hauptthema des Kopfsatzes gesagt haben:

„Dieses Thema ist gar nicht von mir. Eines Nachts erschien mir Dorn und diktierte mir das Thema, das ich sogleich aufschrieb: ‚Paß auf, mit dem wirst du dein Glück machen!‘ “

Dorn war Kapellmeister und Bruckner-Freund aus der Linzer Zeit.
Auf einen Quartschritt abwärts folgt ein aufsteigender gebrochener E-Dur-Akkord, majestätisch in gewichtig gleichmäßigen Schritten, der länger gehaltene Spitzenton suggeriert einen „weitdimensionierte[n] Raum“. Auf die großen Intervalle folgen dann zwei kleine Sekundschritte, die das „mediantisch bzw. neapolitanisch leuchtende C-Dur der Takte 7/8 herbeiführen“. Quartschritte und harmonische Wechsel erwirkende unerwartete kleine Sekundschritte begegnen auch in späteren Teilen der Komposition, auch die Tonart C-Dur wird in Folge bedeutend. Eine erste Zäsur tritt in der zweiten Hälfte des neunten Melodietaktes auf, mit den folgenden Taktgruppen ergibt sich das Bild einer für Bruckner untypischen asymmetrischen Gliederung. Berücksichtigt man jedoch die Harmonik und ein „Schwer-leicht-Pendel der Takte“, so passt sich die mit Auftakten aufzufassende Melodik in ein „geradzahliges metrisches Gerüst“ ein. Die Ausbreitung der Melodie über zwei Register erinnert an das Konzept der „Mehrstimmigkeit in der Einstimmigkeit“ als wesentliches Prinzip der Instrumentalmusik des 19. Jahrhunderts.
Das komplette erste Thema wird verändert wiederholt. Die Doppelanlage, Paarung als „Aufstellung und Antwort eines Themas“ ist auch als „Original und Mutante [...] ihrem Wesen nach [...] ‚Durchführung‘“. An die Stelle der kammermusikalischen ersten Version tritt über einem Klangfundament mit tiefen Streichern und Blechblasinstrumenten das Thema in „klangflächenartige[r] Unisonoführung“ von Holzbläsern und Violinen „in Art der Mixturen“ auf der Orgel. Nach einer Steigerung mit Höhepunkt leitet ein Epilog zum zweiten Abschnitt über, der in Analogie zum Orgelspiel durch einen deutlichen „Registerwechsel“ markiert wird.

#### Gesangsperiode

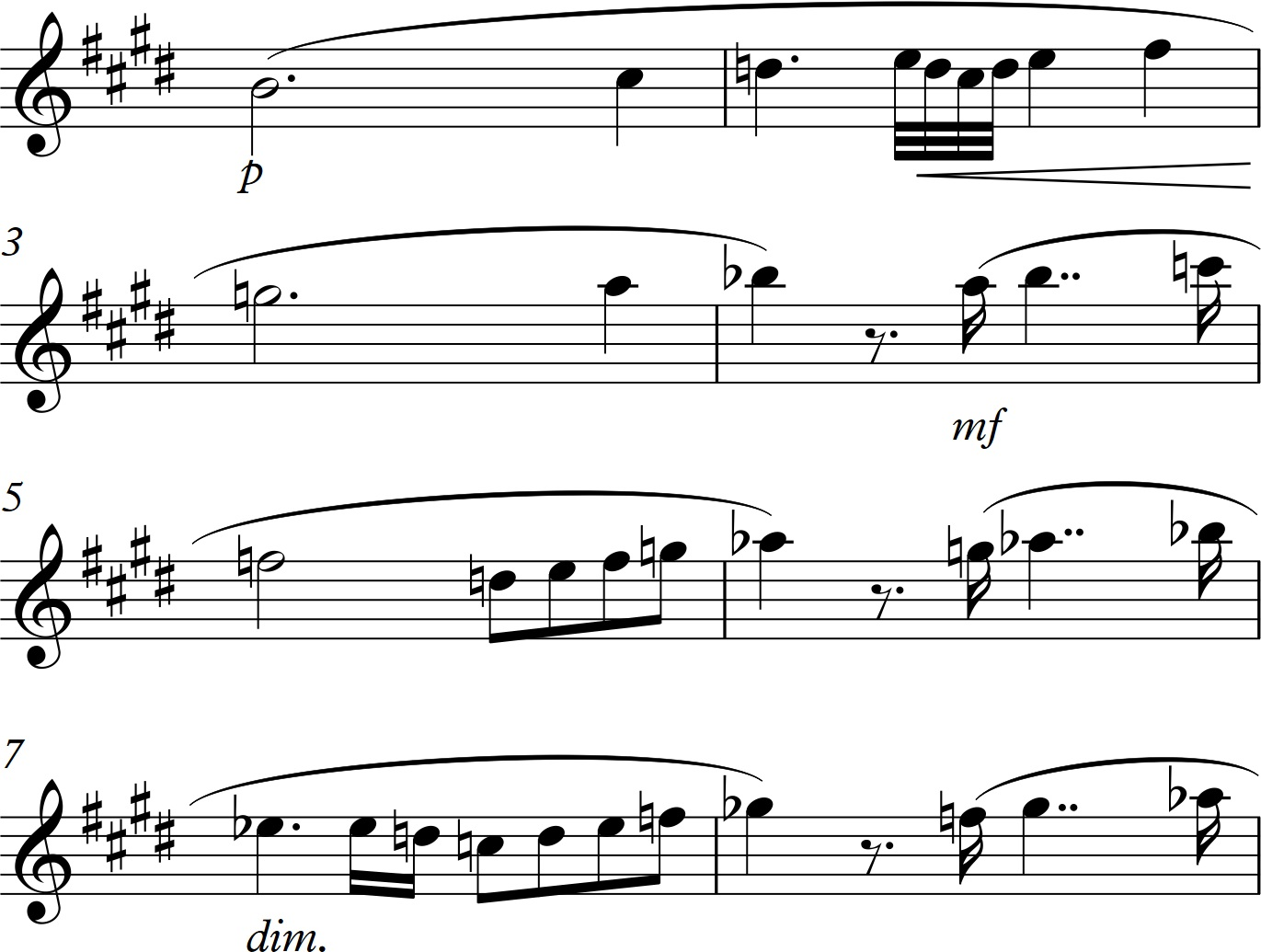
Anton Bruckner, Sinfonie Nr. 7, 1. Satz, Gesangsperiode

Die von Bruckner „Gesangsperioden“ genannten zweiten Themen haben die Funktion der „Beruhigungszone nach dem ersten Höhepunkt des Hauptthemas“ sowie „Erwartung nach Wiederaufnahme des dynamischen Satzprozesses zu wecken“. Das „entspannte Hineinfallen in den ‚Wärmestrom‘“ brachte in der Siebenten jedoch die Gefahr der Verdopplung, da bereits das erste Thema durch lyrisches Singen charakterisiert ist. Bruckner schafft hier „Kontrast vornehmlich durch engschrittiges Gepräge“, auffällig ist der „von Wagner inspirierte Doppelschlag im zweiten Takt“. Hier zeigt sich die Tendenz, „Themen aus sich selbst weiterwachsen zu lassen“ besonders deutlich, das Thema „trägt von Anfang an alle Möglichkeiten der Mutation“ in sich, was deutlich wird, wenn man die Takte paarweise übereinander legt. Sein lyrisches Potential wird erst in der Durchführung ausgelotet, wo „die pathetisch singenden Celli nachtragen, was [Bruckner] dem zweiten Thema in der Exposition schuldig“ blieb.
Der Seitensatz in der Dominantvarianten h-Moll hat verglichen mit den 50 Takten davor eine „unverhältnismäßige Ausdehnung“ von 72 Takten. In der Verarbeitung des Themas begegnet „Kontrapunktik nach ‚Meistersinger‘-Art“. Es mündet in eine Steigerung „in immer höheren Terzaufschichtungen über dem Grundton fis“ mit „immer neu anflutende[n] Aufbaukräfte[n]“ aus einfachen aus dem Thema abgespaltenen Anstiegsmotiven, die gegen das sinkende Thema in Umkehrung in der Oberstimme gesetzt sind. Am Höhepunkt hat das Thema seine melodischen Qualitäten verloren und ist in „pure dynamische Energie“ verwandelt worden, ein Beispiel für die „Dialektik zwischen der subtilen Verästelung der polyphonen Linien und der kompakt-homophonen Masse des Orchesterapparats“. An dieser Stelle markiert die typisch Brucknersche Steigerung, die sonst nicht immer innerhalb eines Formabschnitts verbleibt, durch anhaltende Bekräftigung der Dominante als abschließendem Höhepunkt das Eintreten des nächsten Gliedes.

#### Drittes Thema

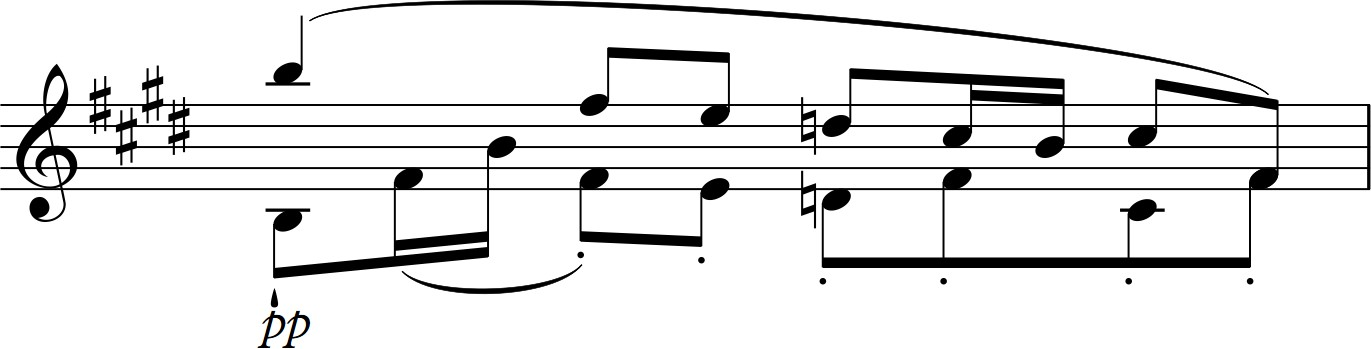
Anton Bruckner, Sinfonie Nr. 7, 1. Satz, 3. Thema

Im „Augenblick der Auflösung der Dissonanz“ setzt das dritte Thema ein, „pianissimo in plötzlicher Ruhe“, jedoch erstmals mit ausgeprägtem Rhythmus, der bis zum Schluss der Exposition durchgehalten wird, es bildet somit das Ziel einer Anlage mit einer „ausgeklügelten Dosierung der zunehmenden rhythmischen Spannung, welche die drei Themen durchdringt“. Es besteht aus zwei „Unisono-Klangflächen“ übereinander: eine eintaktige absteigende Figur der Holzbläser und eine ebenso lange Phrase der Streicher, beides mehrfach aneinandergereiht, was nicht im Einklang mit der klassisch-romantischen Ästhetik stand und hier trotz der motivischen Lebendigkeit eine „ganz eigentümliche Starrheit“ hervorruft, die Passage wirkt „schattenhaft, dämonisch“ mit „huschende[n] Gestalten im unisonen Streicherapparat“.
Das dritte Thema wird zum „klanglich-dynamischen Höhepunkt der ganzen Exposition“ geführt, wobei weitere Motive hinzutreten. Ein beruhigter Abschluss des Formteils führt mit einer Variante des Beginns des Seitenthemas als „elegante, trillerbekränzte Abwärtsbewegung“ der Violinen eine „heitere Färbung“ ein. Der durchlaufende Rhythmus wird am Ende des Abschnitts in den Hörnern überleitend vergrößert.

#### Durchführung
Die Durchführung beginnt mit einer „fragmenthaften Abfolge der Themenumkehrungen“: Ein „lichtvoller Aspekt“ in „bewegte[r] Ruhe“, wenn die „deklamatorische Umkehrung des Hauptthemas“ in den Linien von Oboe und Klarinette das Akkordische der Posaunen zurücktreten lässt, worauf die Flöte durch Ableitungen der Violinpassage vom Ende des vorigen Abschnitts den „verspielten Charakter der Musik“ hervorstreicht. Nach dem ersten Thema stehen das zweite, dann das dritte im Zentrum, das mit seiner Umkehrung kombiniert einen „bei Bruckner äußerst seltenen freien Kontrapunkt“ in den Violinen erhält. Die gesamte Strecke wirkt „reflexiv und ruhig“, wie eine „Vorbereitungsstille“ vor der „Kraftentladung“, ungewöhnlicherweise etwa die Hälfte der Durchführung einnehmend.
Nach einer kurzen Pause tritt dramatisch ein „heftige[r] Wechsel der Atmosphäre“ ein mit dem Beginn des umgekehrten ersten Themas in c-Moll. „Intensiviert [...] durch groß angelegte Kanonwirkungen“ weicht die „auskomponierte c-Moll-Wucht“ im Sinne formaler Balance und „atmosphärische[r] Geschlossenheit“ sogleich einer zurückgenommenen Fortsetzung, einer „schönklanglichen Elegie“. Es folgen weitere Einsätze der Hauptthemenumkehrung in d-Moll und Es-Dur. Dieser Rest der Durchführung „hat kein Vorbild“: In dem Ausbruch in der Mitte der Durchführung ist „ein Element des Repriseneinsatzes vorweggenommen“, da ab hier das Hauptthema ununterbrochen beibehalten ist, somit „ist der Repriseneintritt als solcher zwar erkennbar, aber durch Verschränkung mit dem Ende der Durchführung kunstvoll verschleiert“.

#### Reprise
Der Beginn der Reprise zeigt an, dass die Erfahrung der thematischen Entwicklung in der Durchführung „nicht mehr rückgängig zu machen“ ist: Der Themenkopf tritt zwar wieder in E-Dur, jedoch gemeinsam mit seiner Spiegelung in Erscheinung. Der „Note-gegen-Note-Satz“ in der Gegenführung zu Beginn der Reprise zeigt, dass Bruckners „viel eher evokatives denn dialektisches Komponieren“ nicht individuelle thematische Gestalt gegen die Notwendigkeiten der Konstellationen im großen Zusammenhang stellt, sondern das Thema in kontrapunktischer Fügung heimkehren kann. Eine Sequenzkettung lässt die „letzten Durchführungswellen“ wieder anklingen, auch das zweite Thema, regulär auf dem Hauptgrundton e, erfährt Änderungen und wird von einer Sechzehntelfigur umflochten. Dabei wird es in Umkehrung von allen Blasinstrumenten gemeinsam exponiert und in einen choralhaften Charakter überführt, sodass die „allmähliche Annäherung der Gesangsperiode an die sakrale Sphäre als eine Vorwegnahme des Adagio erscheinen“ kann. Auch das dritte Thema ist mit einem „Gewirr von Teilmotiven und Umkehrungen“ konfrontiert.

#### Coda
Nach dem letzten Höhepunkt der Reprise, dessen dreifaches forte zwei Takte später „im pianissimo der Streicher erlischt“, beginnt die Coda. Der Eintritt in die Coda geschieht durch den chromatischen Fall von vier Halbtönen, wobei der Orgelpunkt eines instabilen F, Dominante von b-Moll oder phrygischer Grundton, zum E sinkt, ohne diese Ankunft in der Dur-Tonika auch als solche erlebbar zu machen. Der „intensive Klagegesang“ in Holzbläsern und tiefen Streichern über dem Orgelpunkt der Pauke verwendet die zweite Phrase des Hauptthemas als „Ausgangspunkt eines groß angelegten Spannungsbogens“ von zwanzig Takten, einer der „atmosphärisch reichhaltigsten Klangwandlungen Bruckners“, die auf Mahler vorausweist. Danach findet sich in Flöten und erster Oboe eine Anspielung auf das Schlummermotiv aus der Walküre von Richard Wagner, dessen Liebestodmotiv aus Tristan bereits mehrfach als Gegenstimme zu einem Motiv des Hauptthemas erklungen ist.
Bruckners „Kraftwelle“ gestaltet sich aus Steigerungen, die von langen Beruhigungszonen getrennt bis zum Ende des Satzes einander übergipfeln. Der „Hafen“, in den das Thema hier einfährt, ist zugleich im Zuge seiner Verwandlungen sein „letzte[r] Modus“. Über einem lange gehaltenen E-Dur-Akkord bildet ein „Auskreisen der Motivbewegungen“ eine „Unendlichkeitssymbolik“.

### 2. Satz: Adagio. Sehr feierlich und sehr langsam

#### Tuben-Thema

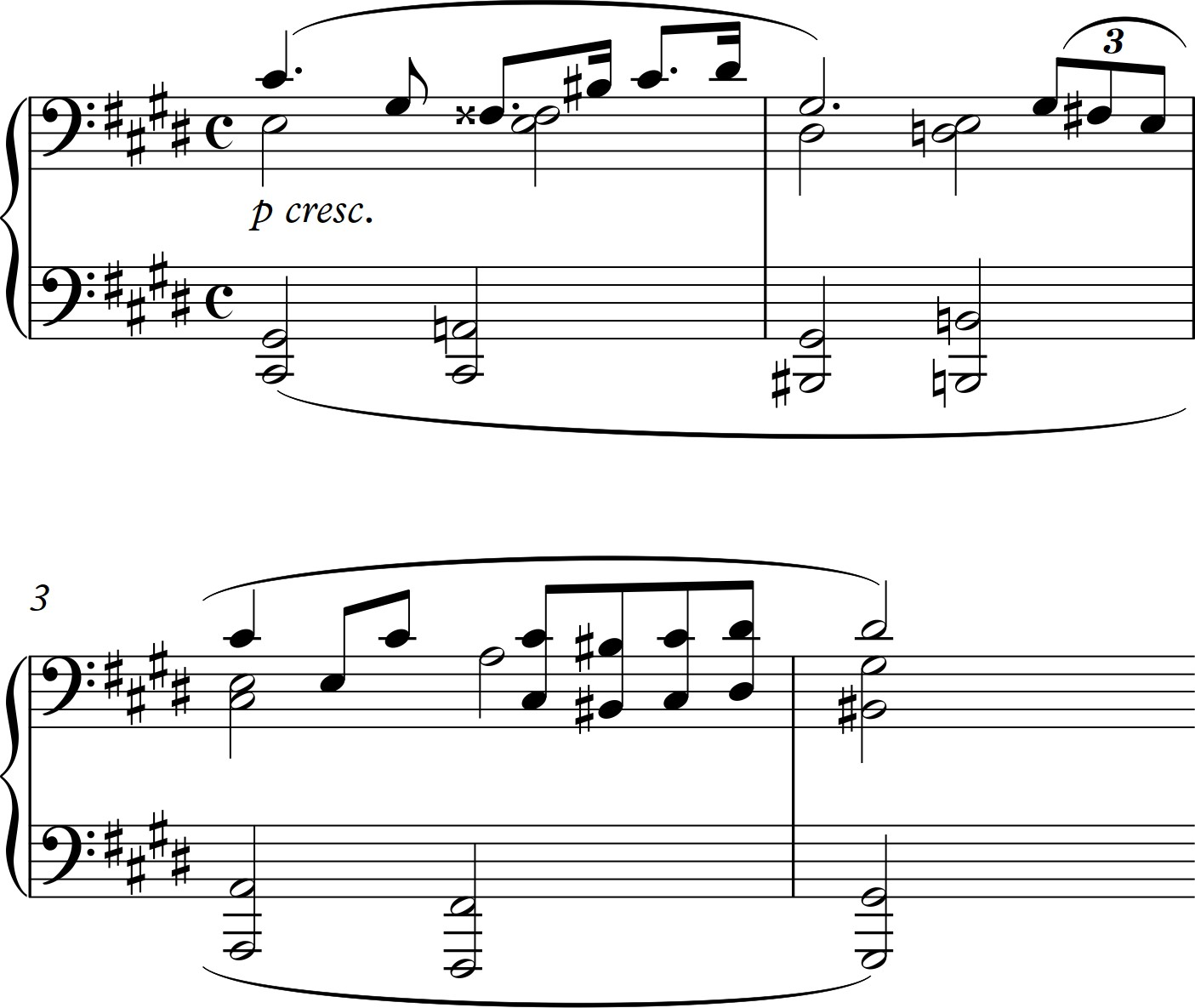
Anton Bruckner, Sinfonie Nr. 7, 2. Satz, Tuben-Thema

Die „Lichtspektren“ der „E-Dur-Apotheose“ des Kopfsatzes werden von „vernebelten cis-Moll-Flächen“ einer „orchestrale[n] Melancholie“ absorbiert. Bruckner begann den 2. Satz wenige Wochen vor Wagners Tod. Er schrieb an Felix Mottl:

„Einmal kam ich nach Hause und war sehr traurig; ich dachte mir, lange kann der Meister unmöglich mehr leben, da fiel mir das cis-Moll-Adagio ein.“

Das „weihevolle cis-Moll-Thema“ ist mit Bratschen und Wagnertuben „ähnlich timbriert wie der Beginn des Kopfsatzes“. Der Klang der Tuba verweist aber auf „verhaltene Tragik“. Die Idee, ein Wagnertubenquartett mit Kontrabass-Tuba in die Sinfonie aufzunehmen, kam Bruckner erst während der Ausarbeitung des Satzes.
Der verwandte „Ton“, der das Thema mit demjenigen des Kopfsatzes verbindet, ist auch durch „motivische Reminiszenzen“ bedingt. Beherrscht wird dieses viertaktige Thema in seiner ersten Hälfte vom übermäßigen Quintsextakkord, der wie der Dominantseptakkord klingt, jedoch „durch vierfache Leittonspannung“ in überraschender Weise anders aufgelöst wird. Gleich zu Beginn als Stütze der hervortretenden Oberstimme eingeführt, wird der Akkord im Satzverlauf vielfältig eingesetzt werden und „durch die Art seiner Verwendung thematischen Rang“ erhalten. Nach dem ersten Zweitakter in punktiertem Rhythmus folgt ein mit Achteln rhythmisch beruhigter, schließend mit einer „melodische[n] und harmonische[n] Öffnung“ wie mit einem Doppelpunkt.

#### Non-Confundar-Thema

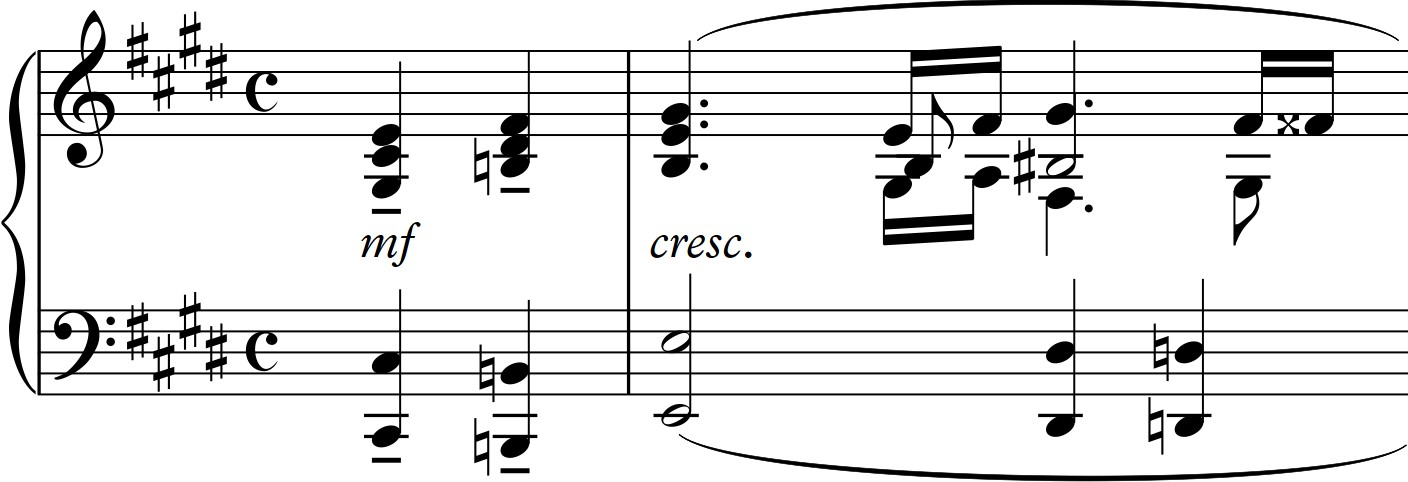
Anton Bruckner, Sinfonie Nr. 7, 2. Satz, Non-Confundar-Thema

In „sattem, weichem und tröstlichem Streichergesang“ setzt kontrastierend ein zweiter Abschnitt ein, der jedoch melodisch mit seinem „dreitönig aufsteigenden Akkordmotiv“ in Vierteln die öffnende Achtelbewegung davor fortsetzt und zudem durch dieselbe Folge von Akkordstufen mit dem Abschluss des Tubenthemas verschränkt ist. Im Te Deum, das vor der Sinfonie begonnen und nachher abgeschlossen wurde, ist die Textzeile „non confundar in aeternum“ (Nicht werde ich zuschanden in Ewigkeit) mit diesem Motiv vertont. Melodie und Teile der Begleitung sind identisch, das Tempo stimmt hingegen nicht überein. Somit „greift die Substanz der Kirchenmusik auf die Symphonik über“, ohne dass dadurch „esoterische Programm-Musik“ entstehen würde.
Die Passage ist als ganze asymmetrisch gegliedert (die Harmonik wirkt zudem nicht über die Taktebene als „Ordnungsfaktor“ hinaus), was bei Bruckner „überhaupt nur in melodisch geprägter Musik denkbar“ ist und hier „der zögernden Ruhe“ des Tubenthemas einen „emphatisch-insistierenden Bewegungszug entgegensetzt“.

#### Fortsetzung
Die Takte 9–36 lassen sich in sechs weitere Abschnitte gliedern, von denen kaum etwas im Satz wiederkehren wird. Bruckner hat jedoch die Takte 1–12 als Gruppe vermerkt, was mit einer hier im Wesentlichen funktional deutbaren Harmonik korreliert, während in Folge Tonarten gerückt werden. Motivische Beziehungen erscheinen dabei als „im Satzprozeß frei verfügbare Abwandlungen“, ohne eine zielgerichtete Entwicklung, wie sie bei Johannes Brahms anzutreffen ist. Die Melodik erstarrt schließlich in Akkorden, in „quadratischen Einheiten“ folgen Klangwechsel. Bruckner lässt auf die „Exposition des motivischen Themenmaterials“ somit eine eigene „Exposition der Mittel“ mit „demonstrativer Revue ‚typisch Brucknerscher‘ Harmonik“ und Steigerungen folgen, ohne das Thema zu „verschleißen“. In den letzten vier Takten bildet ein Hornsolo mit einem „fünfstimmigen, fein strukturierten Gewebe der Tuben“ eine „lugubre Sonorität“ mit „brütender, dissonanter Chromatik“ und leitet über zum „Seitensatz“ oder „Trio“.

#### Seitensatz oder Trio

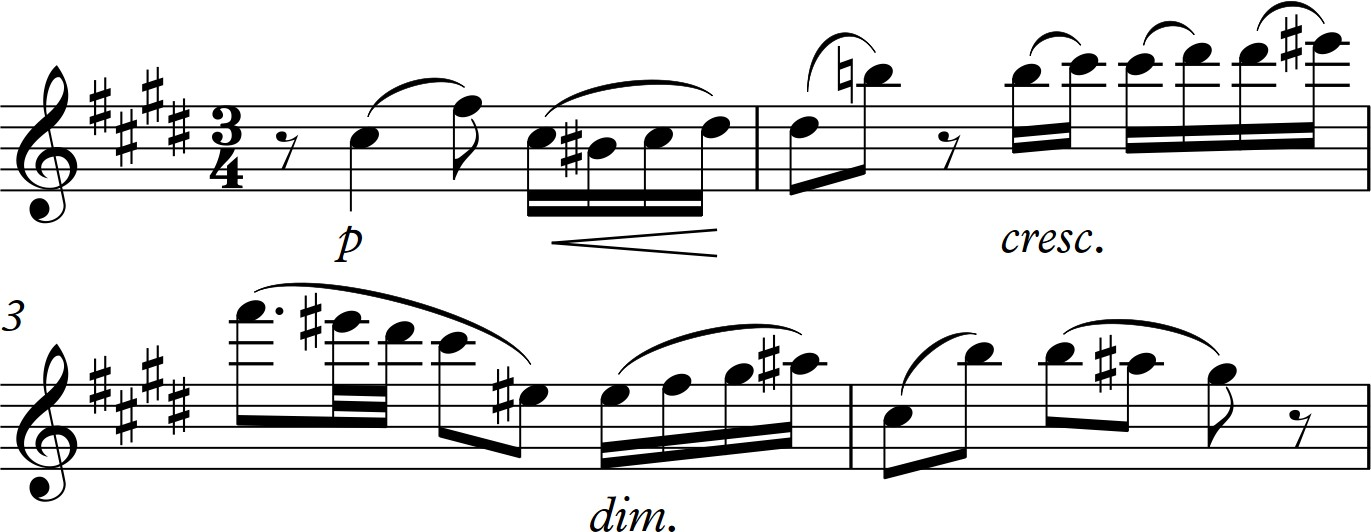
Anton Bruckner, Sinfonie Nr. 7, 2. Satz, Seitensatz

Durch Takt- und Tempowechsel ist der Seitensatz in Fis-Dur vom Hauptthemenkomplex „abgeriegelt“. Eine „an Schubert erinnernde wehmütige Streichermelodie“ bildet „sanglich-beschwingte“ Achttakter in Liedsatzstruktur mit Pendelbegleitung in betont einfacher Harmonik. Die Melodie tendiert in einer „Art seliger Unnachgiebigkeit“ nach oben. Diese „fragile orchestrale Reverie“, ein „Idyll“, das „Sakrales mit Tänzerischem in schöner Synthese“ vermischt, wurde auch mit dem Andante moderato-Teil aus dem Adagio molto e cantabile aus der Neunten Sinfonie von Ludwig van Beethoven verglichen. Sie fungiert als „Übergangsmaterial zur Durchführung“.

#### Durchführung
Das Hauptthema setzt „abermals mit der Grundtönung des Tubenchorals“ ein, aber stärker gesetzt. Die Sequenzen des Themenkopfes zeigen drei Varianten mit zunehmend modifiziertem Material. Verminderte Dezimen abwärts und übermäßige Sexten aufwärts zeigen „Kühnheiten der Melodiewendung“, „hocherregte Spannung“ entsteht zudem durch „eine wirrere Durchwirkung des Klanggewebes mit gezerrteren Umgestaltungen des 1. Hauptmotivs, auch [...] in starken, rasch sich verdichtenden Engführungen, Gegenbewegungen, Ineinanderführungen kunstvoller und verwickelter Art“.

#### Reprise
Bei einem Ansetzen der Reprise ab Takt 101 muss von einem Reprisenbegriff ausgegangen werden, der nicht „wiederhergestellte Identität“, sondern autonome Entwicklungen der Themen bedeutet. Der Hauptthemenkern erscheint mit Sextolengruppen in den ersten Violinen, die an eine verlangsamte Variante von Wagners Tannhäuser denken lassen. Ein „rigoroses Löschen ganzer Strukturteile“ bewirkt die Konzentration auf die „thematischen Zentraltakte 1–9“. Die Reprise des Non-Confundar-Themas in Es-Dur wirkt nach der chromatischen Bewegung der vorangegangenen Überleitungstakte nicht als deren logische Folge, das Ziel hat somit nur einen vorläufigen Charakter.
Dieser „gleichsam sprechende Themenabschnitt“ wird nun für einen letzten Steigerungszug verwendet, der in mehrere Etappen gegliedert ist mit „extrem wagemutige[r] harmonische[r] Disposition“. Die „Kühnheit des gewaltigen Bogens“ kennt „kein Gegenbeispiel“ und führt zu einem „für Bruckners Adagio-Sätze typischen Höhepunktstopos“, wenn aus dem immer dissonanteren Tonsatz als „mächtige Entladung das überwältigende Aufstrahlen des nach C-Dur führenden Quartsextakkords“ hervorgeht. Der „harmonisch-klangliche Durchbruch“ wurde auf den Rat Nikischs und Schalks durch Beckenschlag, Triangel und Pauke verstärkt, was durch einen in die Partitur nachträglich eingeklebten Zettel sanktioniert wurde – eine Bleistiftbemerkung „gilt nicht“ dürfte hingegen nicht von Bruckner stammen. Das bereits im Hauptthema berührte C-Dur tritt als „Zielpunkt der Entwicklung und Höhepunkt im Adagio“ auf, es „wirkt die Gravitation des seit alters als Mitte des Tonsystems etablierten C“, hier als Ziel einer „von cis-Moll aus durch den gesamten Tonartenkreis führende[n] Wanderung ins immer auch theologisch konnotierte Licht“. Dass der Höhepunkt auf C-Dur nicht strukturell motiviert, sondern bedeutungsvoll ist, wird deutlich durch den letzten Schritt vor seinem Aufleuchten, eine sehr knappe Modulation von der Dominante von cis-Moll, der Haupttonart des Satzes, durch enharmonische Verwechslung innerhalb eines Taktes. Auf seinem Höhepunkt „zelebriert“ das Adagio „die Epiphanie des Klangs“.

#### Coda
Drei Wochen nach dem Entwurf des 2. Satzes, am 13. Februar 1883, starb Wagner. Bruckner hatte gerade den Höhepunkt im Satzverlauf dieses Adagios komponiert. Die darauf folgende Coda bildet die eigentliche Trauermusik für den verehrten Meister.
Schnell, nämlich binnen dreier Takte, weicht die Flamme der C-Dur-Klimax einer Dunkelheit in cis-Moll. Die Wagnertuben intonieren zunächst das Non-Confundar-Thema, eine „affektive Konzentration“ in einem für Bruckners „Quadratur“ typischen Achttakter, der in einem „fff-Klageruf“ der Hörner „von ergreifendster Wirkung“ mündet. Eine Erinnerung an die „schöne Fis-Dur-Melodie“ des Seitensatzes erscheint durch Motivpartikel daraus, bevor der Themenkopf des Hauptthemas den Satz beschließt.
Im Ganzen ergibt sich „einer der eindrucksvollsten Trauergesänge der sinfonischen Literatur“, eine „veritable Threnodie“. Das Bemühen um Ausdrucksintensität ist der Partitur unmittelbar abzulesen: „Es gibt kaum einen Ton im Adagio, der nicht mit einer zusätzlichen Aufführungsanweisung versehen ist.“ In seiner Anlage erinnert der Satz der Trauermusik „durchaus an Wagners Trauermarsch nach Siegfrieds Tod“ aus der Götterdämmerung.

### 3. Satz: Scherzo. Sehr schnell

#### Scherzo

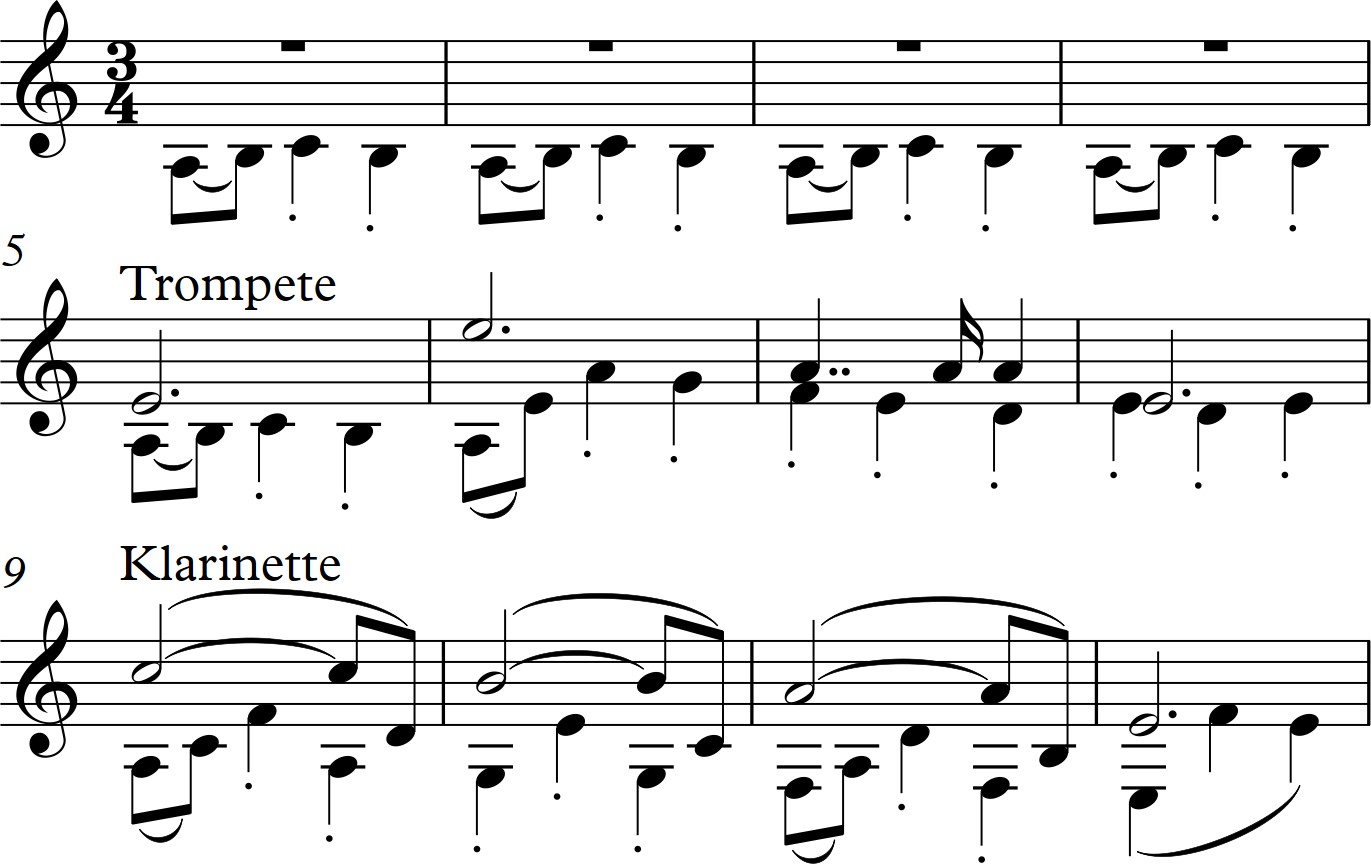
Anton Bruckner, Sinfonie Nr. 7, 3. Satz, Scherzo

Das Scherzo in a-Moll vereint ländliche mit fantastischen Vorstellungen. Es trägt die bei Bruckner selten auftretende Vorschrift „sehr schnell“. Das hohe Tempo erlaubt pro Dreivierteltakt nur einen Schlag des Dirigenten, das Abwechseln von schweren und leichten Takten ergibt Großtakte aus zwei Takten im Alla-breve-Takt der Ecksätze, wobei auch das Tempo angeglichen ist. Die motivische Gestaltung, Satzstruktur und Instrumentation fasst über den gesamten Satz hinweg je vier Takte zu einer Einheit zusammen.
Die erste Vierergruppe ist einem „antreibenden Ostinato“ der Streicher vorbehalten, das in Folge den Beginn eines viertaktigen Themas der Trompete grundiert: Oktavsprung nach oben, Quintsprung nach unten mit doppelpunktierten Repetitionen und Rückkehr zum Ausgangston, ein „signalartiger Ruf“. Dazu erklingt eine aus dem Ostinato erwachsende vor allem schrittweise absteigende Gegenstimme, die eine stabile Harmonik anzeigt, im Lauf des Satzes werden damit „Tonartenfelder unfunktional gegenübergestellt“. Der nächste Viertakter bildet harmonisch einen prägnanten Stufengang aus, der im weiteren Verlauf für Modulationen verwendet wird, melodisch wird ein Motiv sequenziert, das aus einer fallenden Septim besteht und in Folge durch Vorhaltsketten kontrapunktisch angereichert wird.
Im Mittelabschnitt werden die Themen und das Ostinato durch Umkehrung und Imitation entwickelt. Das aus dem Ostinato-Beginn entwickelte „motivische Gewebe“ eines „Geflecht[s] aus Gegenmotiven, melodischen Reflexen“ und „komplementären rhythmischen Bewegungen“ entfaltet eine für den „romantischen“ Kontrapunkt typische „Variabilität der klanglichen Dichte der verschiedenen Kombinationen“. Darauf folgt eine kaum veränderte Reprise des ersten Abschnitts.
Scherzi dienen bei Bruckner als „Epiphanie“ des Rhythmus. Der polyphon angelegte „Klangwirbel“ des Scherzos der Siebenten lässt „das musikalische Gewebe eher in den Hintergrund“ treten. Im „Crescendo, das mit der Präzision einer Maschine abläuft“, treibt die Doppelpunktierung des Trompetenthemas die Bewegung zum Höhepunkt.

#### Trio

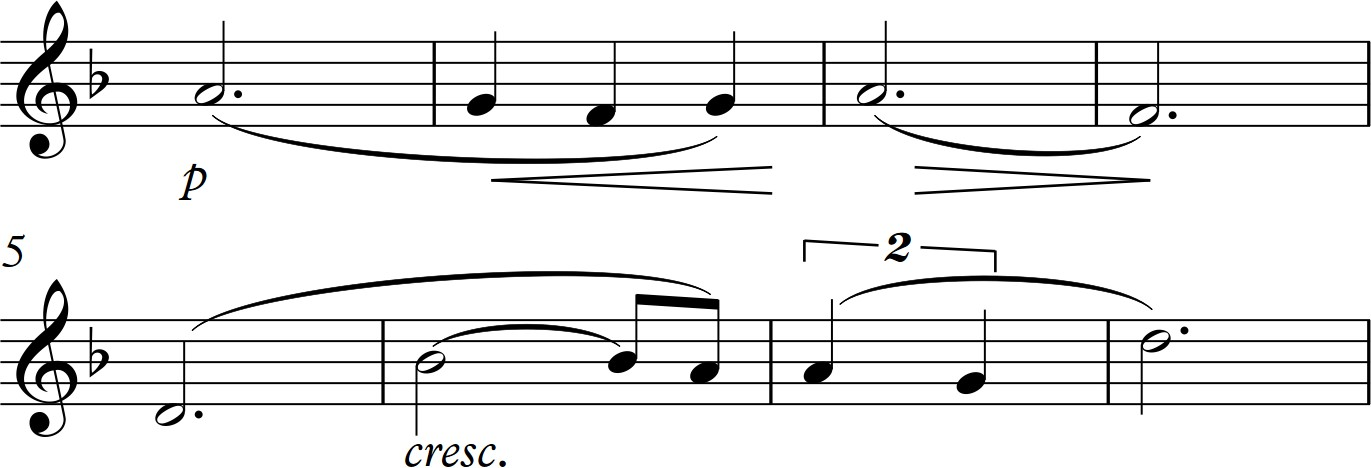
Anton Bruckner, Sinfonie Nr. 7, 3. Satz, Trio

Das etwas langsamere Trio bietet ein „idyllische[s] Intermezz[o]“, im Charakter wie überirdisch entrückt und unwiederbringlich. Ein „schwebendes Thema“ in F-Dur verbreitet „sanfte Poesie, ein schubert-nahes inniges Melos“ und kontrastiert zum Scherzo, aus dem das rhythmische Motiv jedoch für Übergänge genutzt wird. In der farbigen Harmonik kommen mediantische Verbindungen zur Geltung, der Rhythmus „erfährt durch duolische Einschübe eine behutsame Nuancierung“.
Die „rhythmische Stringenz“ und „innere Widerstandslosigkeit“ lässt das Scherzo in der gesamten Satzfolge gegenüber den miteinander kommunizierenden übrigen Sätzen isoliert erscheinen. Der rasch nach Erreichen abgebrochene Höhepunkt am Schluss der Reprise wirkt wie ein Doppelpunkt für das Finale.

### 4. Satz: Finale. Bewegt, doch nicht schnell

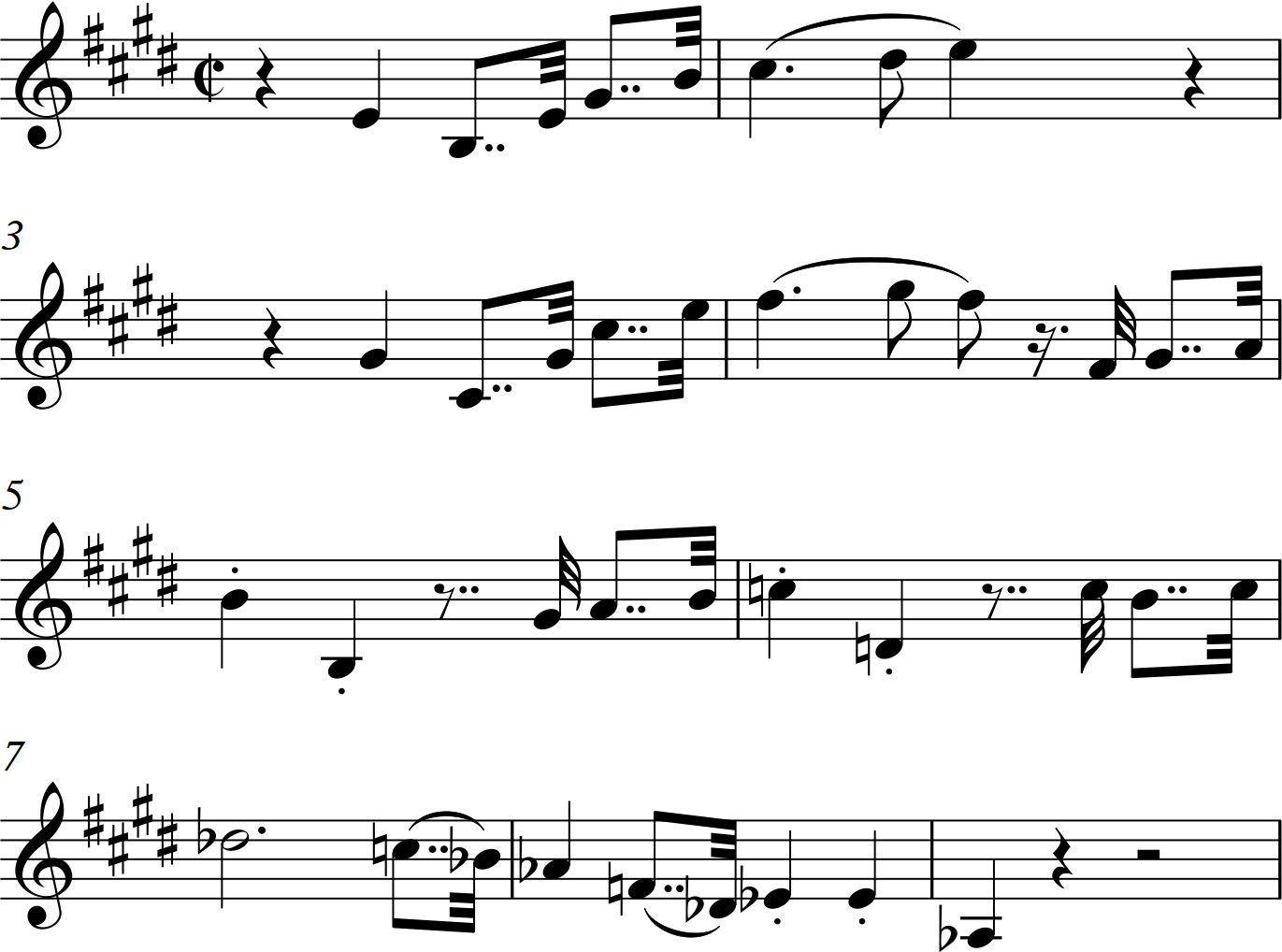
Anton Bruckner, Sinfonie Nr. 7, 4. Satz, Hauptthema

Wie der erste Satz beginnt das Finale mit Tremolo auf der Tonika-Terz (diesmal eine Oktave höher), aber bereits nach einer Viertel setzt diesmal das Thema ein. Es ist aus dem Hauptthema des Kopfsatzes abgeleitet, jedoch „durch Doppelpunktierungen energischer gezeichnet“ und wirkt weniger wie eine „Setzung“ als „wie eine vorüberhuschende Vorbereitung“. Die rhythmische Gestalt des Vorbilds wird am Ende des Abschnitts in den Klarinetten und Hörnern in Umkehrung angedeutet.
Es folgt eine in As-Dur einsetzende „Choralweise“, die in ihrer Ausspinnung wie die Gesangsperiode des Hauptsatzes einen Doppelschlag enthält. Die in regelmäßige Viertakter gegliederte Melodie schreitet „über dem Pizzicato-Conductus der Bässe fort“. Da an dieser Stelle erstmals im Finale die Wagnertuben eingesetzt werden, liegt die Vermutung nahe, dass Bruckner diese ursprünglich nicht für das Finale vorgesehen hatte.
Die „Umformung des ersten zum Aussehen und zur Funktion eines dritten Themas“ ergibt dann „eine blechgepanzerte Fortissimo-Variante, eine gigantische Auswälzung des ersten“. Wenn dieses Thema an späterer Stelle wiederkehren wird, erhält es „durchaus bedrohliche Züge“. Als Reminiszenz an das Scherzo leitet ein doppelpunktiertes Motiv der Pauke in die Durchführung über.
Ab dem Ende der Exposition weicht der Satz formal von den Konventionen des Sonatensatzes stark ab, was die nicht nachweisbare These provoziert hat, Bruckner hätte nachträglich einen Teil der Reprise gestrichen. Der Expositionsschluss steht statt in der Dominante H-Dur in C-Dur, die Tonart der Reprise wird bereits im elften Takt der Durchführung erreicht. Es zeigt sich, dass Durchführung und Reprise nicht klar voneinander getrennt sind. Das Wiederaufnehmen der Themen erfolgt in umgekehrter Reihenfolge, sodass das Hauptthema den letzten Teil vor der Coda einnimmt. Die Coda präsentiert das erste Thema des ersten Satzes, das „sinfonische Hauptthema“. Da das erste Thema des Finalsatzes aus diesem abgeleitet ist, wird durch die unkonventionelle Lösung der Form des Finales dessen „paradoxale Aufgabe“, nicht vom Hauptthema auszugehen, sondern sich darauf hinzuentwickeln, folgerichtig umgesetzt. In der Schlusssteigerung bildet das erste Thema des Satzes gemeinsam mit dem abschließenden sinfonischen Hauptthema „eine einzige, großartige Schlußsteigerung“. Die letzte Partiturseite unterscheidet sich im Prinzip nur durch Hinzunahme der Wagnertuben vom Ende des ersten Satzes, das „Konzept der strahlenden finalen Themenwiderkunft“ unterstreichend. Im Ganzen ist es der kürzeste Finalsatz abgesehen von der Nullten, den Bruckner komponiert hat.

## Entstehung, Aufführungen und Rezeption
Bruckners Siebte Sinfonie ist bis heute sein „wohl populärstes Werk“, „seine meistaufgeführte, dadurch in ihrer Autonomie bestätigte Sinfonie“.

### Entstehungsgeschichte
Die am 23. September 1881 begonnene Sinfonie bezieht sich in ihrer Machart auf die am 3. September 1881 beendete Sechste. Der Brand des Wiener Ringtheaters am 8. Dezember 1881 unterbrach die Arbeit an der Komposition. Bruckner bemerkte ihn auf dem Weg von der Votivkirche in seine Wohnung, deren Fenstergesims bereits angekohlt war. Er floh mit seinen Noten auf die Ringstraße. Der erste Satz wurde erst am 29. Dezember 1882 fertiggestellt, da das Scherzo vom 14. Juli 1882 bis zum 16. Oktober 1882 entstand.
Richard Wagner starb am 13. Februar 1883 in Venedig. Da Wagner Bruckner wiederholt große Aufmerksamkeit entgegengebracht hatte und die Aufführung seiner Sinfonien angekündigt hatte, war seine Teilnahme für Bruckner eine „wirksame geistige Hilfe“ bei der Konfrontation mit der Ablehnung, die ihm in Wien von wichtigen Persönlichkeiten zuteilwurde. Durch die Nachricht von Wagners Tod tief getroffen gestaltete Bruckner die Coda des Adagios als „Requiem für Wagner“. An dem Adagio arbeitete Bruckner vom 22. Januar bis zum 21. April 1883. Die Sommermonate verbrachte Bruckner während der Arbeit an der Sinfonie bevorzugt in Steyr. Das Finale ist mit dem Enddatum 3. September 1883 versehen. Für das in St. Florian erfolgte Ende der Arbeit an der Sinfonie werden auch der 10. August, der 5. September und der 23. September genannt.
Durch die unerwartet rasch sich ergebende Möglichkeit einer Uraufführung blieb die Sinfonie von größeren Überarbeitungen, wie sie Bruckner bei anderen Werken vornahm, verschont.

### Aufführungen und Druck

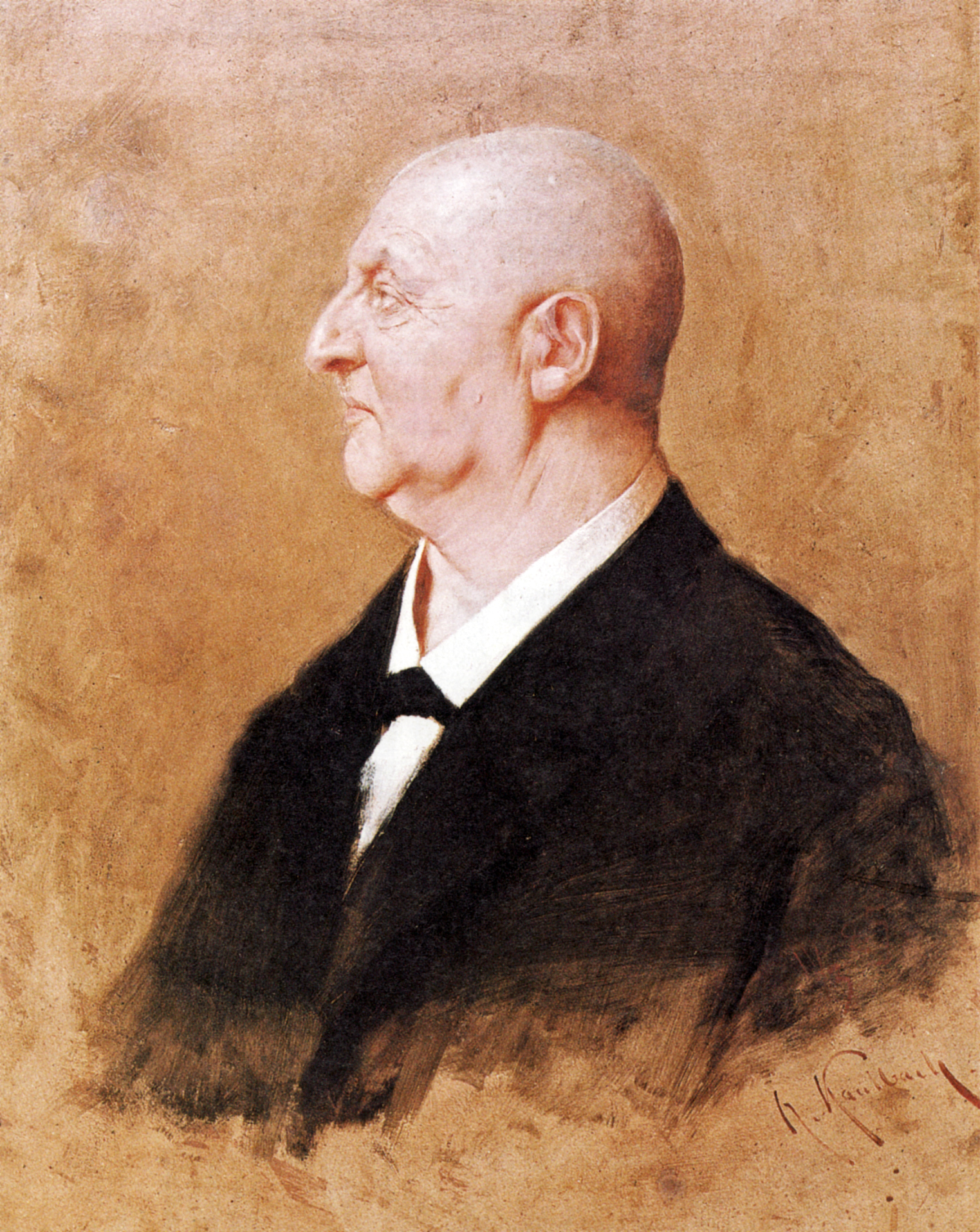
Hermann Kaulbach: Bruckner (München 1885), Oberösterreichisches Landesmuseum, Linz

Zu dieser Zeit stellten die Brüder Schalk und Ferdinand Löwe Bruckners Werke in Klavierfassungen vor, gaben Einführungen und bearbeiteten die Kompositionen, um sie dem Geschmack der Zeit anzupassen. Joseph Schalk und Franz Zottmann präsentierten im Februar 1884 die Ecksätze der Siebten Sinfonie in einer vierhändigen Klavierfassung.
Joseph Schalk brachte die Partitur nach Leipzig zum Dirigenten Arthur Nikisch, der bei der Uraufführung von Bruckners Zweiter Sinfonie im Herbst 1873 als Geiger bei den Wiener Philharmonikern mitgewirkt hatte. Beim Durchspielen der Partitur reagierte Nikisch euphorisch: „Seit Beethoven nichts auch nur ähnliches geschrieben worden“. Schalk und Löwe redeten dem Komponisten und dem Dirigenten der Uraufführung einen theatralischen Beckenschlag mit Pauken und Triangel auf dem C-Dur-Höhepunkt des Adagio ein. Nikisch nahm außerdem weitere Änderungen an der Instrumentation vor.
Die Uraufführung war die zweite Aufführung einer Bruckner-Sinfonie im Deutschen Reich. Der von Nikisch für Juni 1884 geplante Termin wurde zunächst wegen Spielplanzwängen auf den September verschoben, Bruckner plädierte jedoch für November, damit die Studenten wieder vor Ort seien. Wegen Proben für eine Tristan-Premiere fand die Uraufführung dann am 30. Dezember 1884 statt. Die Sinfonie wurde bei Theaterdirektor Steegemann uraufgeführt, da das Gewandhaus Bruckner nicht schätzte. Am Abend vor der Uraufführung wurde jedoch Bruckner die Ehre zuteil, als Interpret des ersten Orgelkonzertes im Neuen Gewandhaus neben Orgelsonaten von Felix Mendelssohn Bartholdy über das Adagio seiner neuen Sinfonie zu improvisieren. Zudem hielt Nikisch einen Einführungsvortrag, mehrere Zeitungen brachten im Vorfeld Artikel.
Das Programm bot Franz Liszts Les Préludes, Franz Schuberts Wanderer-Fantasie in einer Version für Klavier und Orchester und die Uraufführung vor der Pause, dann Liszts Don Juan-Fantasie für Klavier und Teile von Wagners Götterdämmerung. Die Sinfonie fand geteilten Beifall beim Publikum und den Rezensenten, Bruckner berichtete allerdings von einem viertelstündigen Applaus, und es wird von einer „hervorragenden Interpretation“ ausgegangen.
Nach der Uraufführung begann der „Kurs“ der Sinfonie im Musikleben des späten 19. Jahrhunderts mit seinem „Börsencharakter“ zu „klettern“. Sie wurde 1885 in München unter dem berühmten Wagner-Dirigenten Hermann Levi gespielt, dem Bruckner als Reaktion auf brieflich übermittelte Bedenken die Form des Finales erklärte, zudem konnte er in Proben die Tempi angeben, dann in Köln, Hamburg und Graz, hier ist der „Beginn des eigentlichen internationalen Durchbruchs“ des Sinfonikers Bruckner anzusetzen.
Bruckners Münchenaufenthalt anlässlich der dortigen Aufführung der Sinfonie am 10. März 1885 bereicherte die Bruckner-Ikonographie um zwei Fotografien des Hoffotografen Franz Hanfstaengl, ein Bildnis von Hermann Kaulbach sowie die Integration seines Porträts in das Gemälde Das Abendmahl Christi von Fritz von Uhde.
Da Bruckner Angst vor Polemik hatte, protestierte er gegen eine mögliche Aufführung in Wien. Diese fand jedoch 1886 unter Hans Richter in einem regulären Konzert der Wiener Philharmoniker statt, im selben Jahr war das Werk in New York, Chicago, Boston und Amsterdam zu hören. Zu Bruckners Lebzeiten sind 33 Aufführungen der Siebten Sinfonie nachweisbar.
Durch Levis Vermittlung wurde die Sinfonie mit Widmung an den König von Bayern, Ludwig II. gedruckt. Levi organisierte dafür eine Geldsammlung und leistete vermutlich selbst einen finanziellen Beitrag. Bruckners Widmungsstrategie konzentrierte sich auf gekrönte Häupter mit hierarchisch steigender Tendenz: Das Streichquintett wurde 1884 Herzog Max Emanuel in Bayern gewidmet, und nach dem Bayernkönig widmete Bruckner 1890 dem Kaiser ein Werk, diesmal die Achte Sinfonie.

### Rezeption

#### Kritiken
Bereits nach der Uraufführung wurde Wagners Einfluss besprochen, bei Hans Merian negativ, bei Bernhard Vogel positiv. Heinrich Porges, Musikkritiker der Münchener Neuesten Machrichten, lobte am 12. März, dass Bruckner „sich der Entwicklung, welche die moderne Musik in erster Linie durch Richard Wagner, aber auch durch Berlioz und Liszt genommen hat, nicht engherzig verschloß, sondern dieselbe in sich aufnahm und mit seiner tief angelegten musikalischen Natur zu verschmelzen verstand“ und rühmte ihn als Komponisten, der „nicht mit sorgsamer Klügelei kleine und nichtige Themen zu etwas Großem zu erheben sich abmüht, sondern der schon ursprünglich groß empfindet“.
Wie von Bruckner befürchtet, publizierten Kritiker nach der Aufführung in Wien Verrisse der Sinfonie. Max Kalbeck entwarf in der Presse am 3. April 1886 das Bild eines „alt gewordenen Nobodys“ und schrieb: „Seine siebente Symphonie ist nichts mehr als eine theils anlockende, theils abstoßende musikalische Stegreifkomödie mit gegebenen Typen; ein in bunten Farben gemaltes Bild nach Motiven von Beethoven und Wagner. [...] Der relativ gelungenste Satz des Werkes ist der langsame (Cis-moll), eine ängstlich-schematische Copie des Adagios aus Beethoven’s neunter Symphonie mit freier Benützung Beethoven’scher und Wagner’scher Melodien.“
Eduard Hanslick sprach in der Neuen Freien Presse am 30. März 1886 von einer „symphonischen Riesenschlange“ und charakterisierte sie als „unnatürlich, aufgeblasen, krankhaft und verderblich“. Ein geachteter Musiker hätte sie treffend als „wüsten Traum eines durch zwanzig Tristan-Proben überreizten Orchester-Musikers“ bezeichnet.
Die Beobachtung, dass in der Sinfonie Beethovensche Modelle durch Anspielungen auf Wagners Stil gebrochen werden, wurde jedoch auch positiv besprochen, so von Joseph Sittard als Nutzung des Reichtums der Ausdrucksmittel aus dem Ring, wobei die Übertragung auf die sinfonische Form zu einer Entwicklung in unabhängiger Weise geführt hätte.
Die Rezeption der Regelwidrigkeiten von Bruckners Technik durchmisst ebenfalls einen weiten Raum. In der Kritik von Gustav Dömpke vom 30. März 1886 in der Wiener Allgemeinen Zeitung ist zu lesen: „Bruckner komponiert wie ein Betrunkener [...] Wirklich schaudern wir vor dem Modergeruch, der aus den Mißklängen dieses verwesungssüchtigen Kontrapunktes in unsere Nasen dringt.“ Hanslick empfand die mehrfachen Motivreihungen als „ermüdend“ und „aufgeblasen“ und beschrieb die Schnitttechnik als „hinauf- und hinablamentierende Schusterflecken“.

#### Musikwissenschaft
In den Texten der Musikwissenschaft wich die negative Beschreibung dieser stilistischen Eigenheiten einer neuen Sichtweise. Werner Korte ersetzte 1963 die „Schusterflecken“ durch „Werkstücke“, man betrachtet „das Zeitalter der Maschinen als Movens“, es seien die „Funktionsbedingungen [...] so optimalisiert, daß die Form fast automatisch abrollt“.
Bereits 1925 legte Ernst Kurth die Grundlage einer Formanalyse, welche Rhythmus und Metrik nicht mehr den Tonhöhen unterordnet, die zugehörige Vorstellung einer „Energiewelle“ wurde seither wiederholt herangezogen.

#### Rezeption in England und Amerika
In England hielt sich die reservierte Haltung bis weit in das 20. Jahrhundert. Charles Barry kritisierte 1887 anlässlich der ersten Aufführung der Sinfonie in London die extreme Länge und den Mangel am Interesse an Proportionen, was sich noch mit der Stoßrichtung von Kritiken des Jahres 1936 deckt. 1948 wurde Bruckner mit Charles Villiers Stanford verglichen als Organist und Komponist, dessen Ruhm nicht über die nationalen Grenzen hinausreiche.

#### Bruckner-Verehrung im Nationalsozialismus
Die Zahl der Aufführungen von Brucknersinfonien nahm im Ausland ab, nachdem im Deutschen Reich die Nationalsozialisten begannen, Bruckner zu vereinnahmen. Zu Bruckners Erfolg hatte bereits zu Lebzeiten die „zunehmende Deutschnationalisierung“ der Presse beigetragen, die Partei ergriff im „Kulturkampf zwischen den Wagnerianern und Brahminen“, wobei im letzteren Lager Konservative, Intellektuelle und die jüdische Klientel versammelt waren. Bruckner selbst hatte mit Helgoland für Männerchor und Orchester eine „grausige Mischung aus Geschichtsfälschung und Chauvinismus“ vorgelegt. Adolf Hitler verglich die Siebente Sinfonie wiederholt mit Beethovens Neunter. Im Rundfunk erklang sowohl nach der Meldung der deutschen Niederlage bei Stalingrad als auch der von Hitlers Selbstmord das Adagio aus Bruckners Siebter.

#### Bruckners Siebente als Filmmusik
Durch den Film Senso (1954) von Luchino Visconti wurde Bruckners Musik erstmals einem Massenpublikum vorgestellt. Visconti folgte dem Konzept der Filmmusikästhetik des Mainstreams und Hollywoods der 1940er und 1950er Jahren mit kurzen, einprägsamen Motiven, die oft als Leitmotive verwendet wurden. Der Filmkomponist Nino Rota überzeugte Visconti davon, dass Bruckners Musik ideal geeignet wäre und extrapolierte thematische Passagen aus den ersten beiden Sätzen der Siebten Sinfonie. Durch Bruckners Musik wird ausgedrückt, dass während des Risorgimento und im Anschluss an den Zweiten Weltkrieg alle Versuche, die Gesellschaft mit demokratischen, sozialistischen oder kommunistischen Ideologien zu reformieren, durch die herrschende Klasse und die Kirche unterdrückt wurden.

#### Wirkung und Bearbeitung
Die tragischen Finallösungen von Gustav Mahlers Sechster Sinfonie und Jean Sibelius’ Vierter Sinfonie und die Kopfsätze von Arnold Schönbergs Streichquartetten von 1907 und 1927 könnten von der rückläufigen Reprisenlösung im Finale von Bruckners Siebenter beeinflusst sein.
Der insbesondere seit seiner Entwicklung der Zwölftontechnik an musikalischen Spiegelungen interessierte Schönberg betreute um 1920 für seinen „Verein für musikalische Privataufführungen“ eine Bearbeitung für Kammerensemble, deren neoklassizistische Transparenz die formal-tonalen Strukturen hervorhebt. Die Sätze eins und drei bearbeitete Hanns Eisler für Klarinette, Horn, zwei Violinen, Viola, Violoncello, Kontrabass, Harmonium und Klavier, zwei und vier Karl Rankl. Es kam jedoch zu keiner Aufführung im Verein.

## Editionen
Der Erstdruck der Sinfonie erfolgte 1885 auf Basis der Handschrift 19479 der Nationalbibliothek Wien. Bruckner tendierte im Manuskript zu älteren Konventionen, dürfte aber erwartet haben, dass diverse Änderungen betreffend Notation von Dynamik, Tempo und Ausdruck entsprechend den damals aktuellen Tendenzen von Notation und Aufführungspraxis in die Erstdrucke seiner Sinfonien aufgenommen werden sollten, wie es dann unter anderem von Joseph Schalk realisiert wurde. So gab Bruckner in Briefen an den Uraufführungsdirigenten Hinweise zum Tempo, die im Autograph nicht enthalten waren.
Robert Haas berichtete 1944 von „zahlreiche[n] Versehen und Ungenauigkeiten“, die er für die Originalfassung korrigiert hätte, zudem bemühte er sich, „fremden Einfluß“ zu entfernen. Haas zielte auf eine vom Erstdruck deutlich abweichende Edition, um die Originalfassung als neuen Text im Sinne des Urheberrechts veröffentlichen zu können.
Leopold Nowak machte 1954 einige dieser Änderungen in der kritischen Gesamtausgabe wieder rückgängig, da er manche „Zutaten“ als von Bruckner gebilligt oder beauftragt einschätzte, darunter den Beckenschlag im Adagio.
Das Konzept eines einzigen autoritativen Textes muss für die Siebte Sinfonie wegen der Zusammenarbeit mehrerer beteiligter Personen aufgegeben werden. Der Erstdruck kann jedenfalls als authentische, vorbereitete, überwachte und autorisierte Version Bruckners gelten. Als Quelle zu Bruckners „letztem Willen“ ist zudem die vom Dirigenten Karl Muck eingerichtete Partitur des Erstdrucks in der Staatsbibliothek zu Berlin von Interesse, bei der einzelne Änderungen mit dem Verweis auf Bruckner und den Jahreszahlen 1886, 1888, 1889 und 1894 versehen sind.
Seit 2016 entsteht die Neue Anton Bruckner Gesamtausgabe.

## Diskografie
Mit der Vierten Sinfonie ist Bruckners Siebente das populärste Werk des Komponisten, sowohl im Konzertsaal als auch auf dem Schallplatten- bzw. CD-Markt.

### Historische und historisch informierte Aufführungspraxis
Die erste kommerzielle Aufnahme machte Oskar Fried mit dem Orchester der Berliner Staatsoper im Jahre 1924 (Polydor). Es folgte 1928 Jascha Horenstein mit den Berliner Philharmonikern. Alte Aufnahmen wie die von Eugen Jochum mit den Wiener Philharmonikern von 1939 ergeben durch die damals anders dimensionierten Instrumente eine andere Balance im Orchester als später entstandene. Gemeinsam mit Günter Wand, der 1980, 1992 und 1999 die Siebte einspielte, hatte Jochum als Student über Siegmund von Hausegger Bruckners Originalfassungen kennengelernt.
Eine Annäherung an die Klanglichkeit zu Bruckners Zeiten wurde von Philippe Herreweghe 2004 durch Blasinstrumente alter Bauart und durch ähnliche Besetzungsstärke wie bei der Uraufführung erreicht.

### Subjektivismus und Objektivismus, monumentaler Stil und Tempi
Auf die subjektivistische Phase der Interpretationsgeschichte, die durch die Freunde und Schüler Bruckners geprägt wurde mit tiefen Eingriffen in Instrumentation, Artikulation, Dynamik und Form, folgte nach Erscheinen der Urtextausgaben im Sinne der 1930er Jahre eine objektivistische mit Betonung des „Blockhaften“ und Imitation der Orgel-Registrierung und mit zunehmend gleichbleibenden Tempi. Allerdings blieben flexible Tempi nach Angaben aus den ersten veröffentlichten Partituren weiterhin unverzichtbar: Karl Böhm begann seine Siebte 1948 mit einem breiten Tempo, das der modernen monumentalen Schule entsprach, ließ jedoch dann eine Folge verschiedener Tempi unterschiedliche Charaktere wie ein tanzartiges drittes Thema und eine breite Blechfanfare unterstreichen.
Die Tendenz zur Vereinheitlichung der Tempi wird jedoch an einer Entscheidung eines anderen Dirigenten besonders deutlich: Carl Schuricht ignorierte 1953 die Vorschrift, im Scherzo das Trio „etwas langsamer“ zu nehmen, was dem Satz einen drastischen Charakter verleiht. Die Restriktion von Tempofluktuationen als Trend der 50er-Jahre fand eine überraschende Übereinstimmung mit den Vorlieben der Spezialisten für alte Musik, wie die Aufnahme von Nikolaus Harnoncourt mit den Wiener Philharmonikern von 1999 zeigt, die insofern näher bei Hans Rosbauds Einspielung der 50er als bei der etwa gleichzeitigen von Simon Rattle liegt. Roger Norringtons Aufnahme (2009) ohne „falsche Sentimentalitäten“ ist auffällig rasch im Kopfsatz, besonders verglichen mit Sergiu Celibidache als „Hohepriester der Langsamkeit“, kommt damit aber der von Bruckner gewünschten Tempogleichheit der Ecksätze nahe.

### Klangästhetik
Die überwältigende Mehrheit der aktuellen Aufnahmen der Sinfonie nutzt Vibrato der Streicher, mit Ausnahme von Norringtons Einspielung mit dem Radio-Sinfonieorchester Stuttgart des SWR.
Hans Rosbauds Aufnahme von 1957 wurde „kammermusikalische Transparenz“ attestiert. Herbert von Karajan wiederum pflegte in seiner Aufnahme von 1975 mit den Berliner Philharmonikern die für ihn typische „üppige Klangästhetik“.

### Aufnahmenvergleiche und Empfehlungslisten
Bei der Beurteilung der Aufnahme von Kurt Sanderling (1999) verglich David Hurwitz als Referenz frühere Aufnahmen von Eugen Jochum (1952), Bernard Haitink (1978), Karajan (1989) und Günter Wand (1999). Stephen Johnson bevorzugt Karl Böhms Aufnahme mit den Wiener Philharmonikern, wobei er schreibt: „Böhm vereint eine formal-klare Wiedergabe der Struktur mit einer feinsinnigen Interpretation der Phrasierung.“ Karajans letzte Einspielung mit den Wiener Philharmonikern, aufgenommen am 23. April 1989 drei Monate vor seinem Tod für die Deutsche Grammophon in der Haas-Edition der Partitur, wurde von Norman Lebrecht an Nr. 80 seiner Liste der 100 besten Aufnahmen notiert, außerdem charakterisiert als „more human and vulnerable“ („menschlicher und verletzlicher“) im Vergleich mit seiner früheren Berliner Aufnahme. Von den Aufnahmen in Mehrkanalton wurde diejenige unter Herbert Blomstedt von 2006 besonders hervorgehoben.

### Größere Abweichungen und Bearbeitungen
Einige wenige Dirigenten haben die Mittelsätze ausgetauscht (u. a. Sir Colin Davis). Im Manuskript jedoch steht das Scherzo eindeutig an dritter Stelle. Die kammermusikalische Bearbeitung für Schönbergs „Verein für musikalische Privataufführungen“ spielte 1999 das Linos-Ensemble ein.

### Auswahl
In Klammern die jeweiligen Laufzeiten der einzelnen Sätze:
- 1924: Oskar Fried, Orchester der Berliner Staatsoper (17:00—20:37—8:37—11:29) – verschiedene Labels
- 1928: Jascha Horenstein, Berliner Philharmoniker (17:33—21:42—9:28—10:32) – verschiedene Labels
- 1939: Eugen Jochum, Wiener Philharmoniker (19:42—23:01—9:04—11:56) – verschiedene Labels
- 1947: Eduard van Beinum, Concertgebouw-Orchester (19:26—20:15—8:32—11:23) – verschiedene Labels
- 1951: Wilhelm Furtwängler, Berliner Philharmoniker (live) (19:03—22:03—9:42—11:38) – Deutsche Grammophon 445 418-2 u. a.
- 1952: Eugen Jochum, Berliner Philharmoniker (20:16—24:31—9:45—12:22) – verschiedene Labels
- 1953: Carl Schuricht, Dänisches Radio-Sinfonieorchester (19:29—20:02—8:21—12:25) – verschiedene Labels
- 1954: Bruno Walter, New Yorker Philharmoniker (17:33—16:59—8:43—11:50) – Testament SBT 1424
- 1957: Hans Rosbaud, Großes Orchester des Südwestfunks (19:03—21:33—10:48—11:37) – verschiedene Labels
- 1961: Bruno Walter, Columbia Symphony Orchestra (20:48—19:24—10:21—12:51) – CBS/Sony
- 1962: Otto Klemperer, New Philharmonia Orchestra (19:49—21:49—9:36—13:39) – EMI
- 1964: Eugen Jochum, Berliner Philharmoniker (20:34—24:56—9:41—12:32) – Deutsche Grammophon 459 026-2
- 1975: Herbert von Karajan, Berliner Philharmoniker (20:08—22:04—9:52—12:28) – Deutsche Grammophon
- 1977: Karl Böhm, Wiener Philharmoniker (19:30—23:59—10:29—12:00) – Deutsche Grammophon 2740 179
- 1978: Bernard Haitink, Concertgebouw-Orchester (20:48—22:20—9:51—12:05) – Philips 420 805-2 u. a.
- 1980: Günter Wand, Kölner Rundfunk-Sinfonie-Orchester (19:54—22:38—9:45—12:03) – BMG 09026 63937 2
- 1980: Herbert Blomstedt, Staatskapelle Dresden (21:03—24:30—9:36—12:23) – Denon CD 38C37-7286 u. a.
- 1984: Riccardo Chailly, RSO Berlin (22:46—22:48—9:58—13:21) – Decca 414 290-2 u. a.
- 1986: Carlo Maria Giulini, Wiener Philharmoniker (20:22—24:08—10:35—12:31) – Deutsche Grammophon 419 627-2
- 1989: Herbert von Karajan, Wiener Philharmoniker (19:47—23:12—10:10—12:42) – Deutsche Grammophon 429 226-2 u. a.
- 1991: Giuseppe Sinopoli, Staatskapelle Dresden (19:46—22:51—9:35—12:45) – Deutsche Grammophon 435 786-2 u. a.
- 1991: Franz Welser-Möst, London Philharmonic Orchestra (19:49—20:24—8:58—11:37) – EMI 54434
- 1991: Stanisław Skrowaczewski, Rundfunk-Sinfonieorchester Saarbrücken (21:45—24:46—9:33—11:45) – Arte Nova/Oehms OC 216
- 1992: Günter Wand, NDR-Sinfonieorchester (live) (19:28—21:49—10:00—12:14) – RCA Red Seal/BMG 9026 61398 2
- 1994: Sergiu Celibidache, Münchner Philharmoniker (24:17—28:47—11:35—14:31) – EMI Classics 7243 5 56695 2 0
- 1999: Nikolaus Harnoncourt, Wiener Philharmoniker (19:10—20:48—8:53—11:09) – Teldec 3984 24488-2
- 1999: Georg Tintner, Royal Scottish National Orchestra (20:12—21:57—10:49—12:52) – Naxos 8.554269
- 1999: Günter Wand, Berliner Philharmoniker (live) (21:06—21:44—10:33—13:14) – RCA Red Seal/BMG 74321 68716 2
- 2004: Philippe Herreweghe, Orchestre des Champs-Élysées (18:14—20:19—9:05—11:51) – Harmonia Mundi HMC 901857
- 2006: Paavo Järvi, hr-Sinfonieorchester (21:59—22:52—9:55—12:39) – BMG Sony 8-86973-89972-4
- 2007: Dennis Russell Davies, Bruckner Orchester Linz (20:43—20:40—10:16—12:03) – ARTE NOVA 88697 31990 2
- 2007: Herbert Blomstedt, Gewandhausorchester Leipzig (22:00—24:22—10:08—13:14) – Querstand VKJK 0708
- 2008: Gerd Schaller, Philharmonie Festiva (20:05—21:53—9:33—13:01) – Profil Günter Hännsler PH11028
- 2013: Simon Rattle, Berliner Philharmoniker: Live-Mitschnitt einer Aufführung im Rahmen eines Konzertes vom 31. Mai 2013 (in der Digital Concert Hall)
- 2014: Daniel Barenboim, Staatskapelle Berlin: Live-Aufzeichnung aus der Berliner Philharmonie vom 25. Juni 2010 – Accentus Music ACC 202177
- 2016: Christian Thielemann, Staatskapelle Dresden: Live-Mitschnitt aus der Semperoper Dresden vom 2. September 2012 (23:02—23:12—10:00—13:42) – Profil Günter Hännsler PH15013
- 2018: Andris Nelsons, Gewandhausorchester Leipzig: Live-Aufzeichnung aus dem Gewandhaus, März 2018 (21:41—23:07—9:43—13:04) – Deutsche Grammophon 479 8494